# Sanki

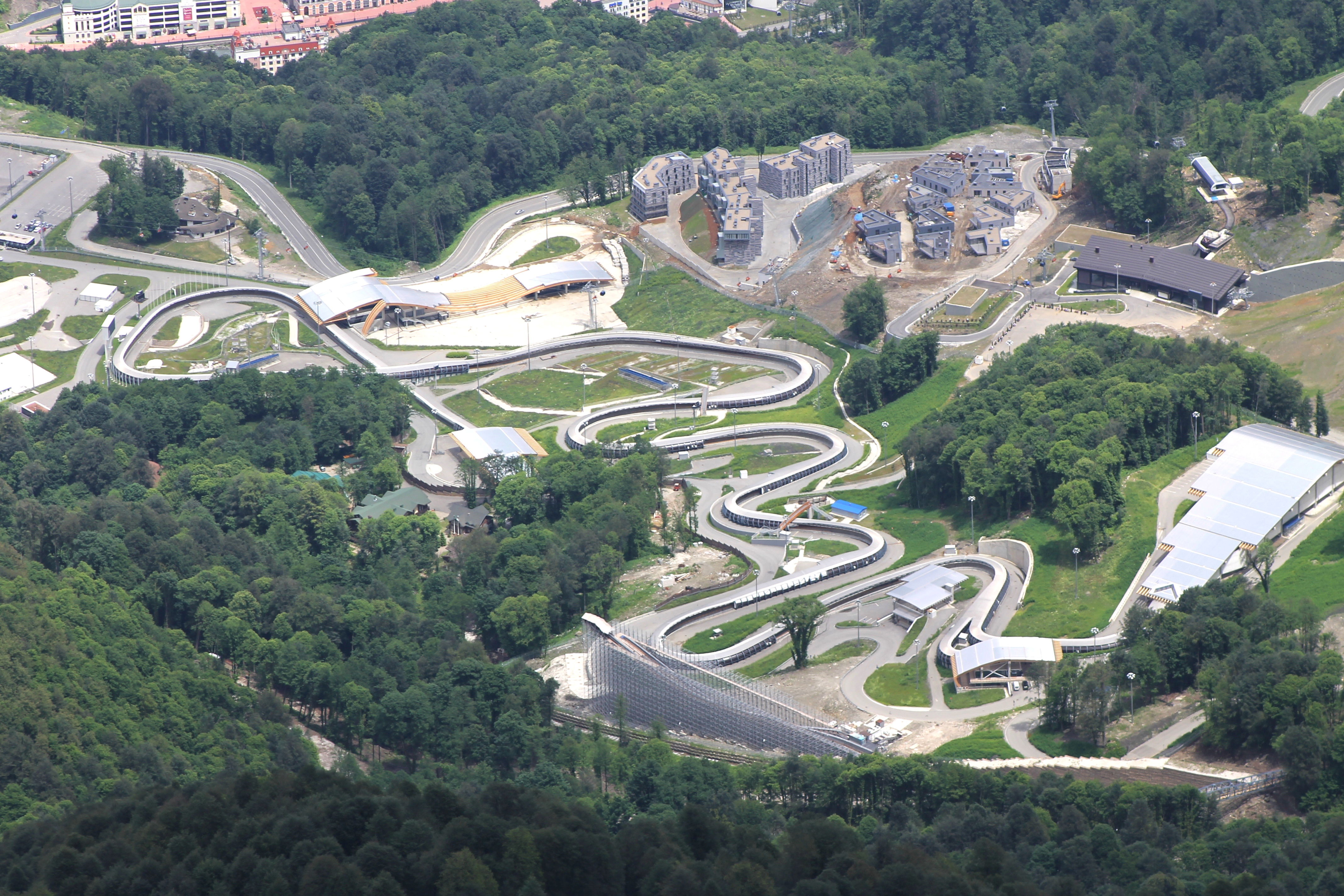
Vue aérienne de la piste

Le Sanki (en russe : Санки) est une piste de bobsleigh, luge et skeleton située à Krasnaïa Poliana (Russie), près de Sotchi dans le Caucase de l'Ouest. La piste est construite pour les Jeux olympiques d'hiver de 2014.

## Histoire
En 2006, la Russie annonce la construction de deux pistes sur son territoire. La première est localisée près de Moscou et la seconde à Krasnaïa Poliana. Sotchi est désigné ville-hôte des Jeux olympiques de 2014 le 4 juillet 2007. Finalement en 2009, le site est changé et est localisé à Rjanaïa Poliana.
Le coût de la piste est de 135 millions de roubles russes. Elle est située à 1 215 mètres d'altitude et dispose de 10 000 places autour du site lors des jeux olympiques.